# Antonio Pérez Dubrull
Antonio Pérez Dubrull (Cartagena, c. 1804-Madrid, 18 de marzo de 1891) fue un tipógrafo español. 
Favorable al carlismo, desde 1855 fue el impresor del diario madrileño La Esperanza (1844-1874), adicto a esa causa. Al estallar la tercera guerra carlista, marchó al norte y editó en Tolosa el periódico El Cuartel Real (1873-1876), órgano de los partidarios de Carlos VII. Tras la guerra fue nuevamente impresor en Madrid de La Fé (1875-1891), diario que sucedió a La Esperanza.
Su imprenta era una de las más señaladas de la capital de España y, además de periódicos, editó numerosos libros. Estaba situada en la calle de Valverde, núm. 6; posteriormente en la calle del Pez, núm. 6; y finalmente en la calle de la Flor Baja, 22.
Fallecido a los 87 años de edad, fue enterrado en el cementerio de la Sacramental de San Justo.